# Stiloculicoides guineensis
Stiloculicoides guineensis är en tvåvingeart som beskrevs av Clastrier 1993. Stiloculicoides guineensis ingår i släktet Stiloculicoides och familjen svidknott.
Artens utbredningsområde är Guinea. Inga underarter finns listade i Catalogue of Life.